# Phoradendron libocedri
Phoradendron libocedri är en sandelträdsväxtart som först beskrevs av Georg George Engelmann, och fick sitt nu gällande namn av T.J. Howell. Phoradendron libocedri ingår i släktet Phoradendron och familjen sandelträdsväxter. Inga underarter finns listade i Catalogue of Life.